# Ficus septica
Ficus septica är en mullbärsväxtart som beskrevs av Nicolaas Laurens Nicolaus Laurent Burman. Ficus septica ingår i släktet fikonsläktet, och familjen mullbärsväxter. Inga underarter finns listade i Catalogue of Life.

## Bildgalleri

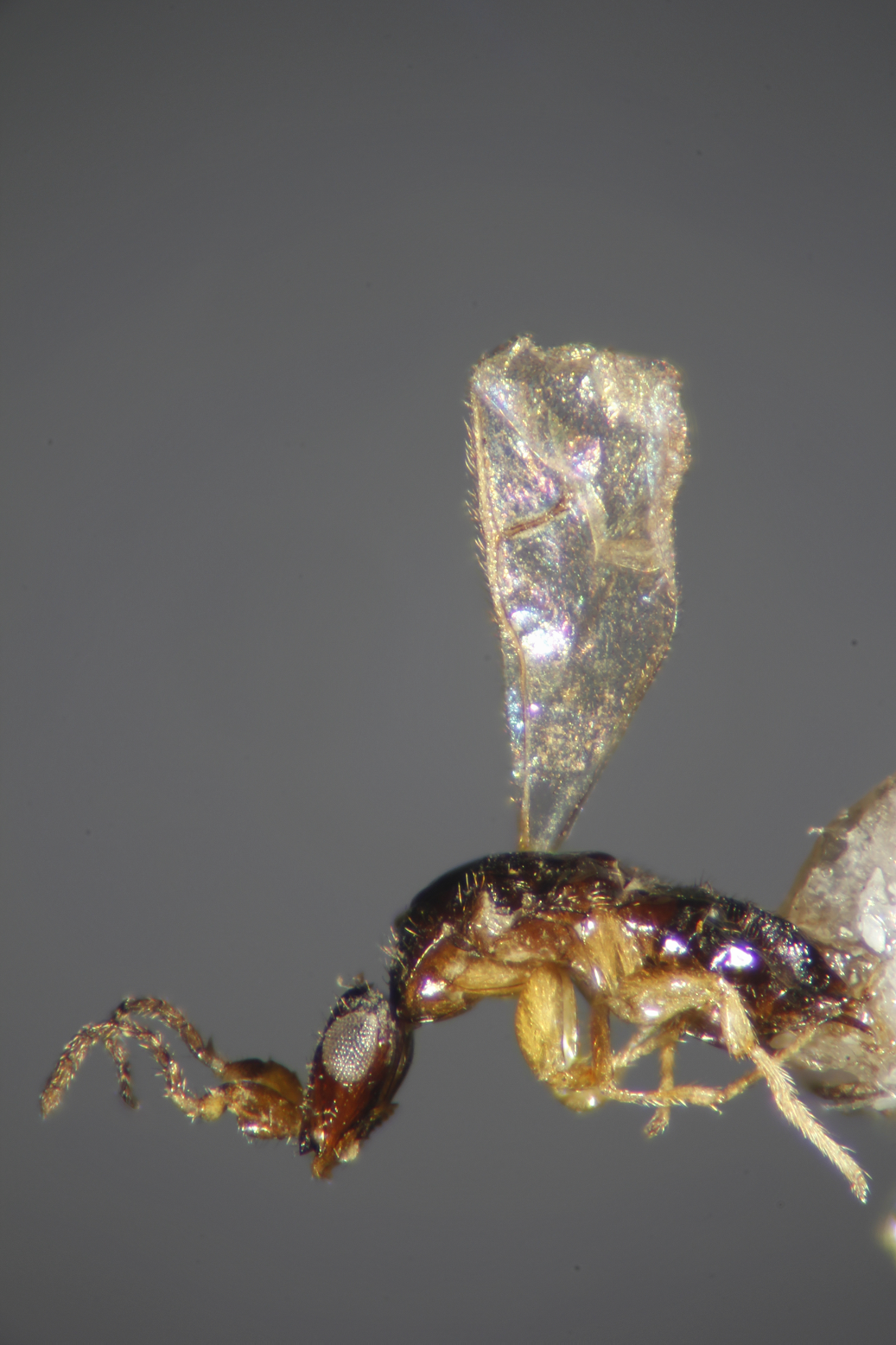
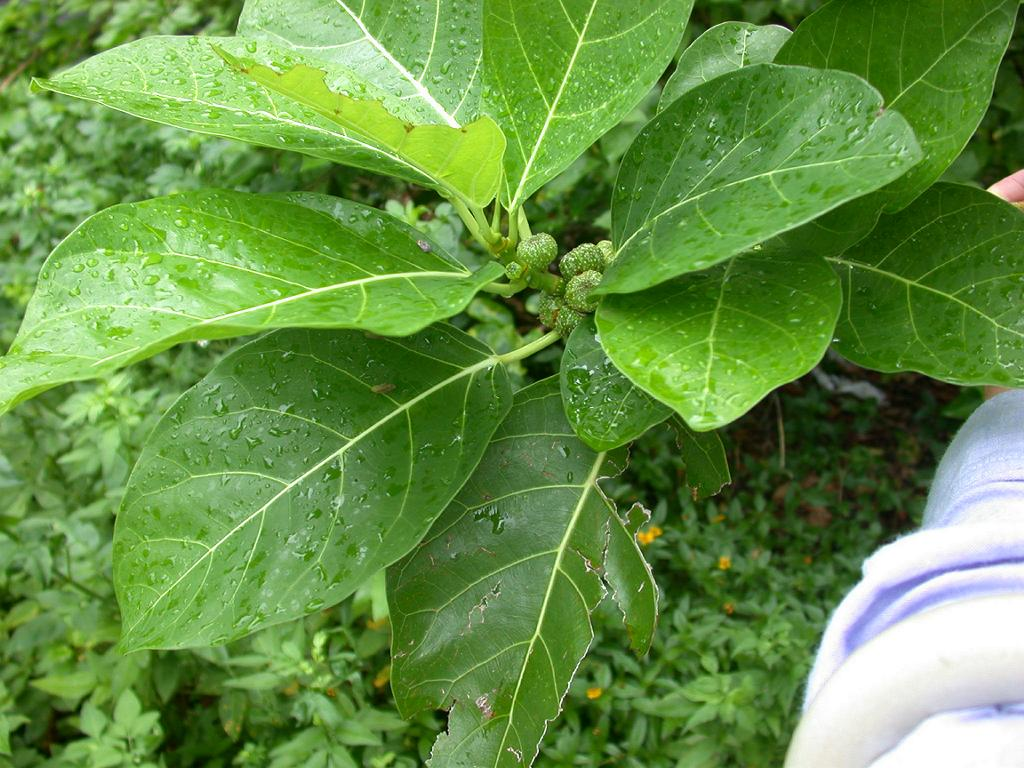
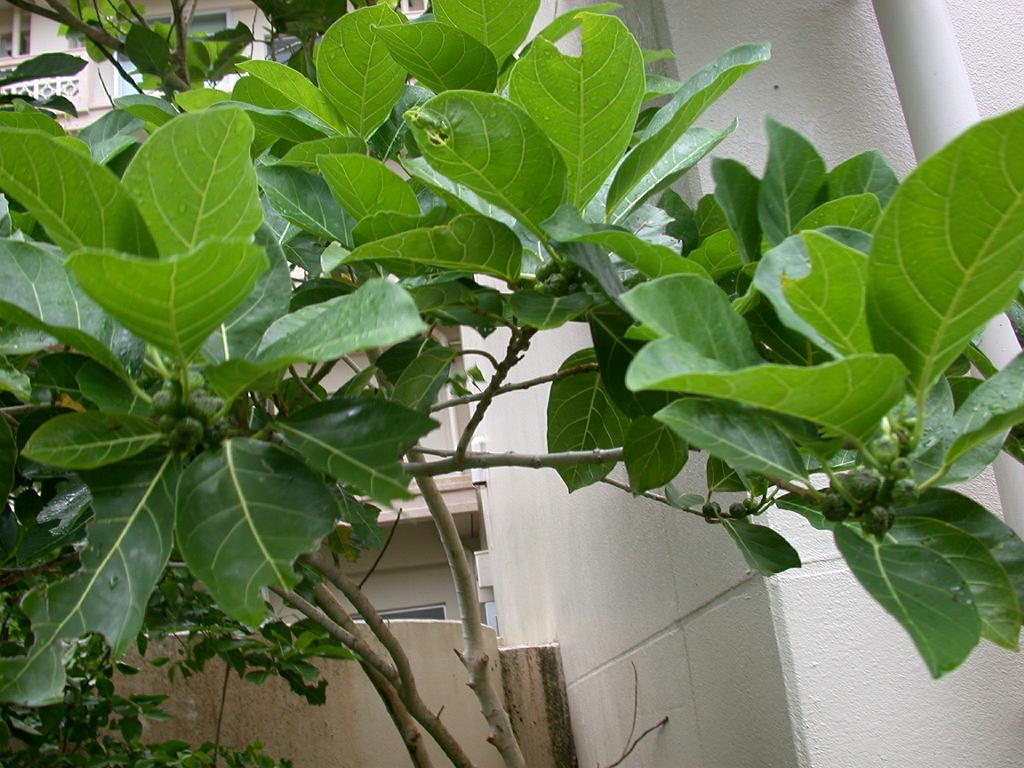
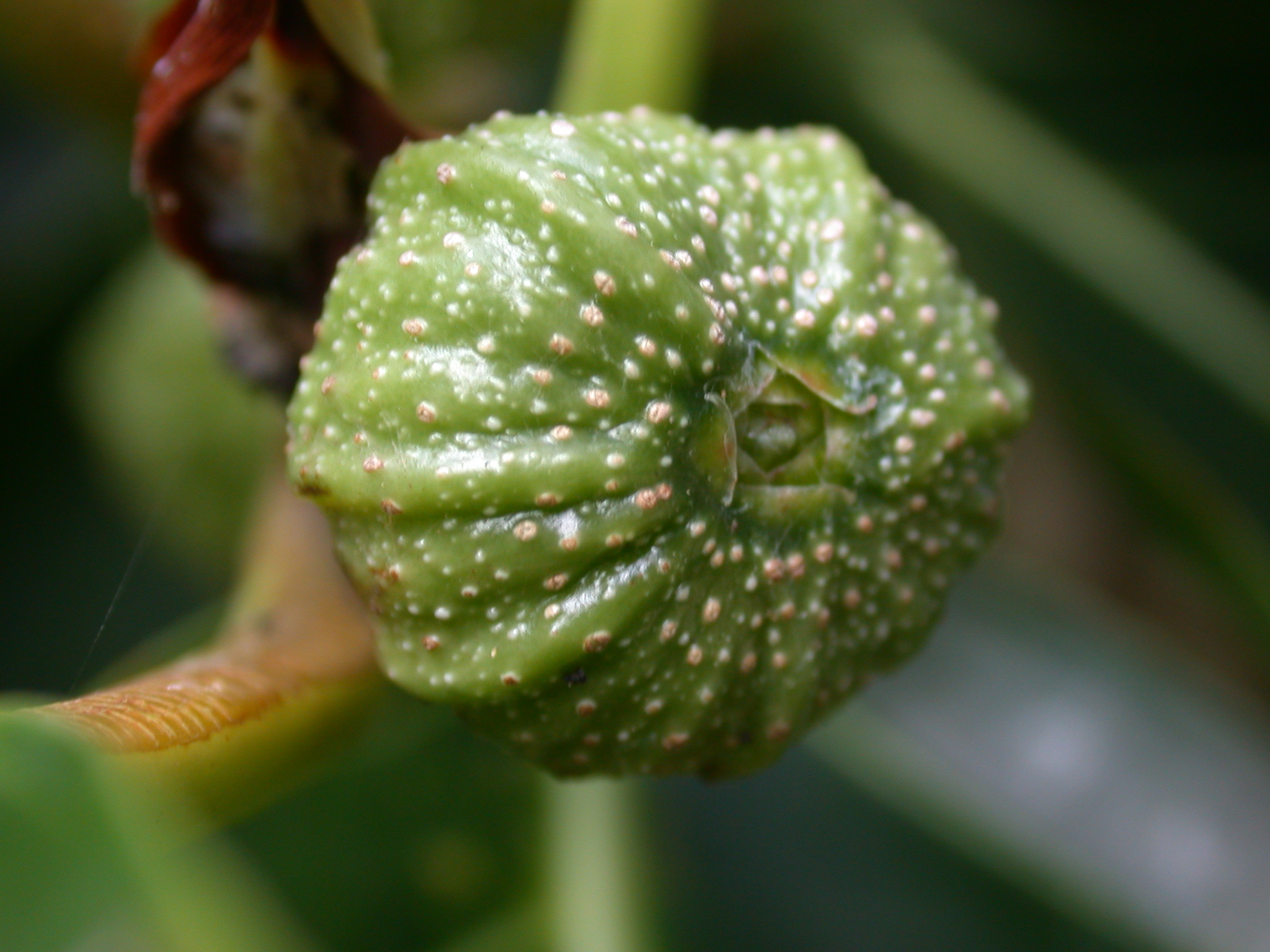
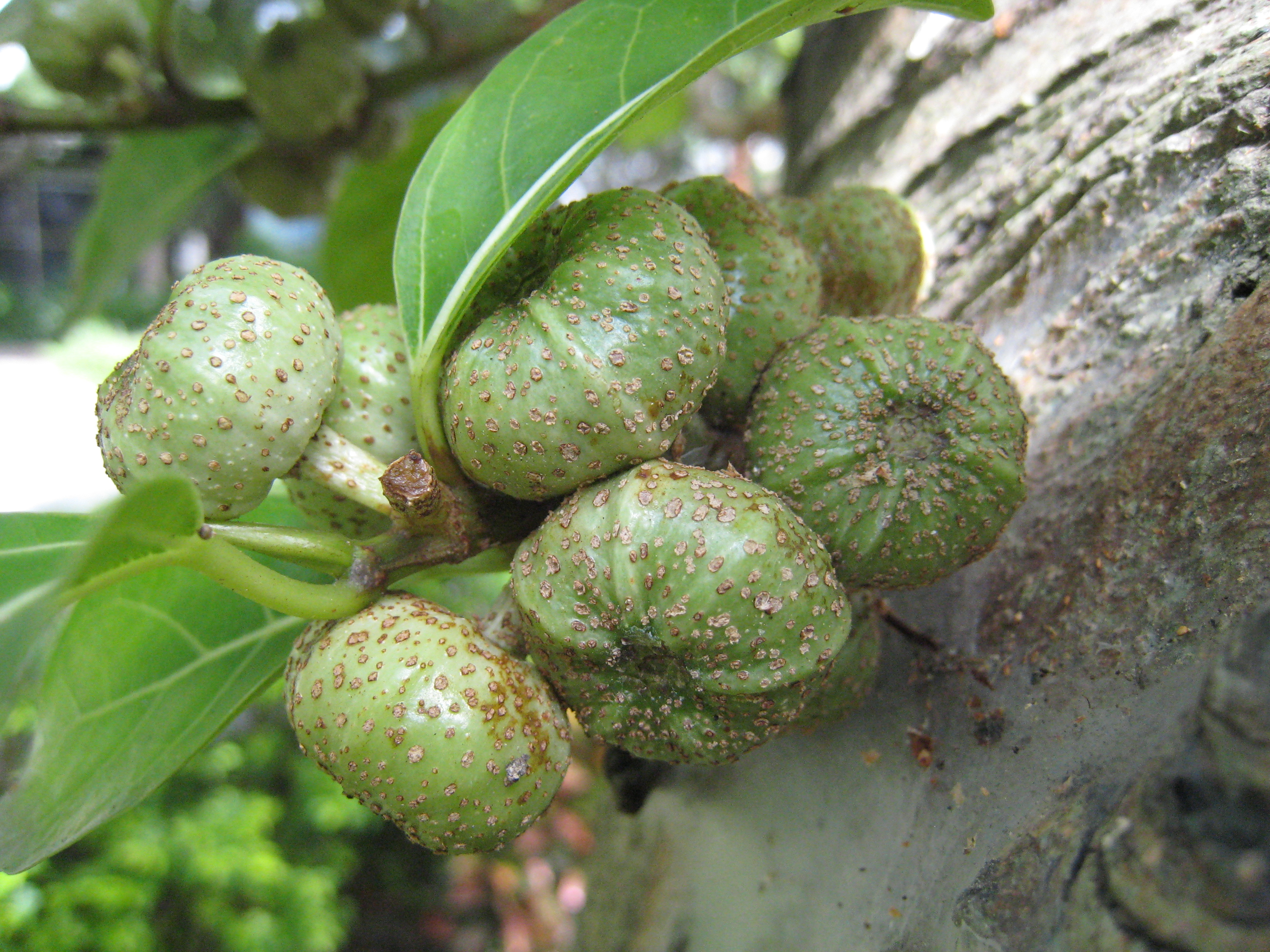
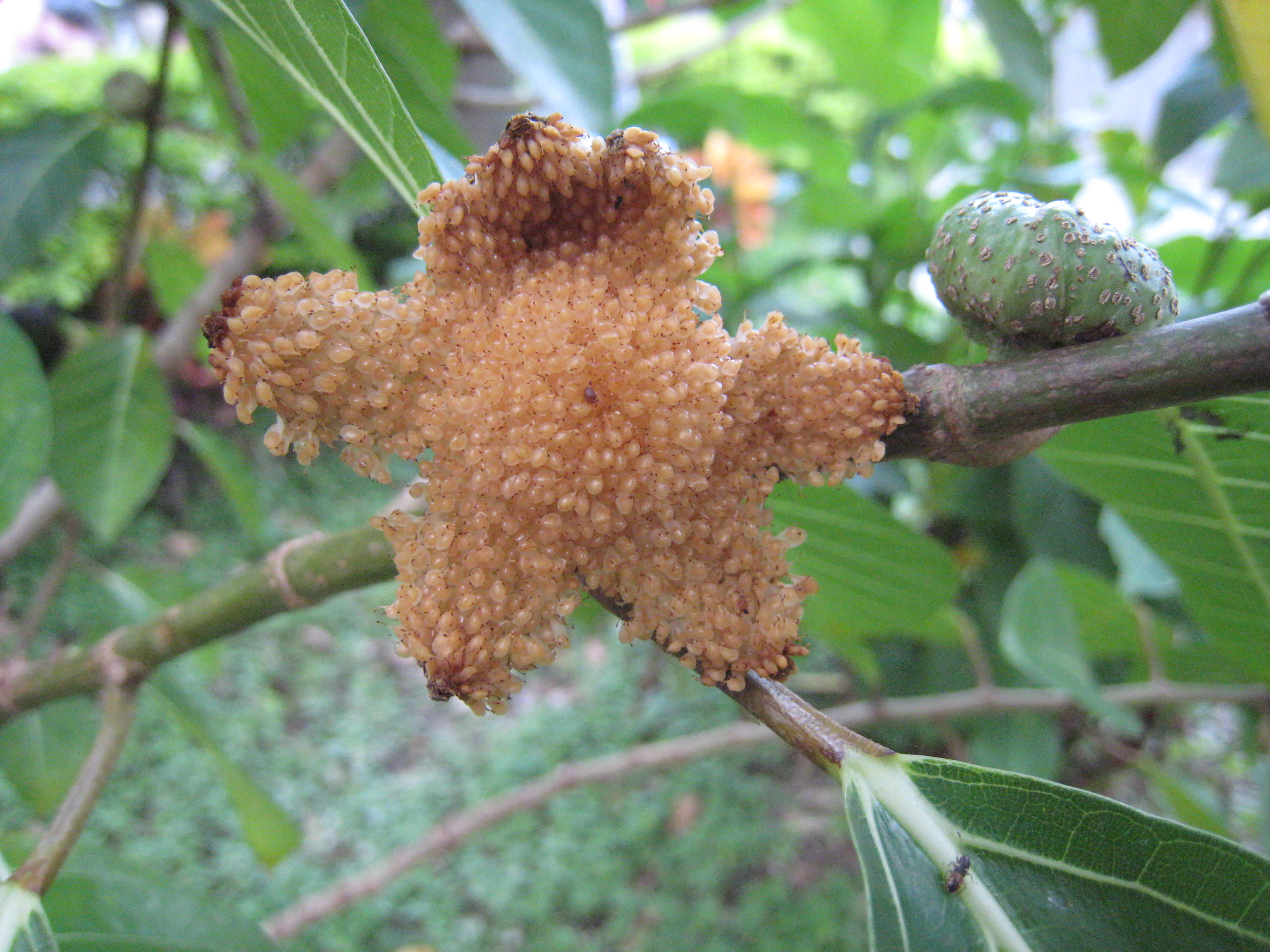